# Ола Яйло
О́ла Гейло (норв. Ola Gjeilo, норвезька вимова: [ˈjæɪlʊ]; нар. 5 травня 1978, Скуї, комуна Берум) — норвезький композитор, піаніст, проживає в Сполучених Штатах Америки.
Яйло пише хорову музику, твори для фортепіано та духового оркестру. Його твори виходили друком в таких видавництвах: Walton Music, Edition Peters, and Boosey and Hawkes.

## Біографія
Ола Яйло народився 5 травня 1978 року у сім'ї Інґе та Анне-Мей Яйло та виріс у Скуї, комуна Берум. Він розпочав навчання гри на фортепіано та композиції у п'ятирічному віці та навчився читати музику у семирічному віці. Яйло вивчав класичну композицію у Вольфґана Плаґґе. Своє бакалаврське навчання юнак розпочав у Норвезькій музичній академії (1999—2001), у 2001 перевівся до Джульярдської школи, а у 2002—2004 роках навчався в Королівському коледжі музики у Лондоні, де отримав бакалаврський диплом з композиції. У 2004—2006 роках він продовжив навчання у Джульярдській школі, де отримав ступінь магістра з композиції у 2006 році. З 2009 по 2010 рік Яйло був композитором-резидентом хору «Phoenix Chorale».
На даний час Яйло проживає в Мангеттені та працює композитором-фрілансером. Також він працює композитором-резидентом на фірмі «DCINY» та з хором «Albany Pro Musica».
Творчість Яйла особливо натхненна імпровізаційним мистецтвом композитора Томаса Ньюмана, джазових легенд Кіта Джарретта та Пета Метіні, художника зі скла Дейла Чихулі та архітектора Френка Гері. Музику Яйла часто описують як кінематографічну і емоційну, з пишним, гармонійним звуком.

## Основні твори
Sunrise Mass — меса для струнного оркестру та хору
Dreamweaver — для хору, фортепіано та струнного оркестру. Текст взято з норвезької популярної середньовічної балади — «Draumkvedet», перекладеної на англійську мову Чарльзом Антоні Сільвестрі, який регулярно співпрацює з Яйлом.

## Дискографія
Нотатка: Ола Яйло грає на фортепіано у всіх альбомах.
Хорові диски:
- Зимові пісні (Winter Songs, Decca Classics, 2017, з хором «Royal Holloway» та 12 ансамблями)[7]
- Ола Яйло (Ola Gjeilo, Decca Classics, 2016, з октетом «Voces8», хором «Tenebrae» та Англійським камерним оркестром)[8]
- Північне сяйво (Northern Lights, Chandos, 2012, з хором «Phoenix Chorale»).[9]

Фортепіанні диски:
- Імпровізації для фортепіано (Piano Improvisations, 2L, 2012)
- Кам'яна троянда (Stone Rose, 2L, 2007)[10]